# Новосельский, Ежи

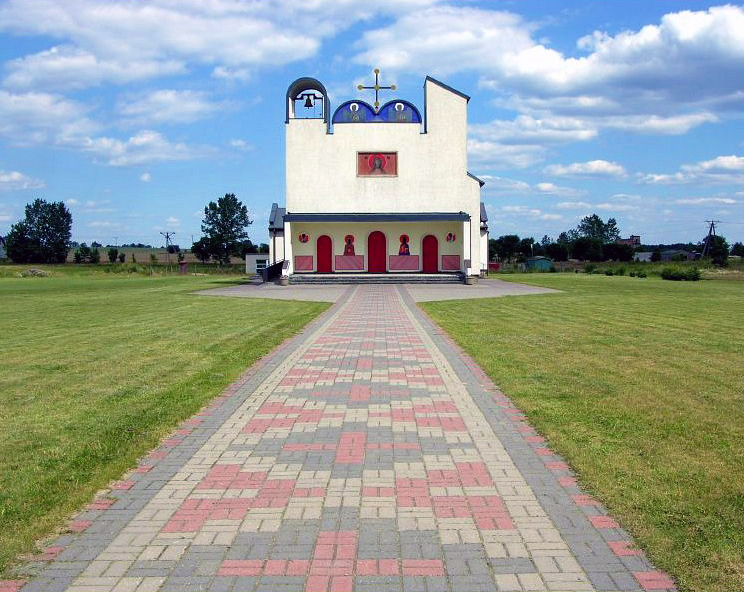
Церковь Рождества Пресвятой Богородицы в г. Бялы-Бур

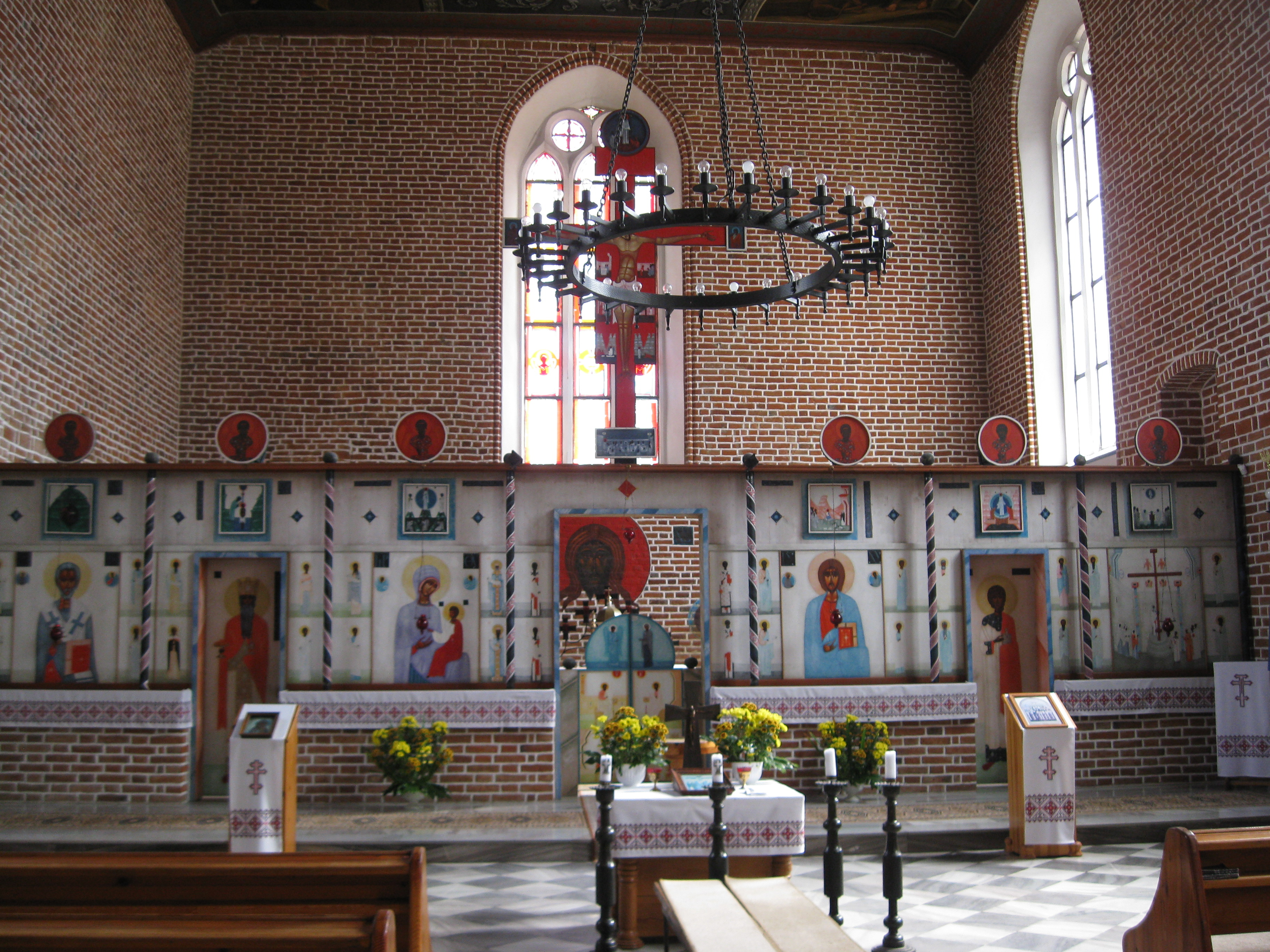
Иконостас в г. Гурово-Илавецке (Варминьско-Мазурское воеводство)

Ежи Новосельский (пол. Jerzy Nowosielski; 7 января 1923, Краков — 21 февраля 2011, Краков) — польский художник-иконописец.
Родом из семьи грекокатолического вероисповедания. Ещё в детстве познакомился во Львове с украинской иконописью.
В 1940 году Новосельский начал обучение в краковской школе художественных ремёсел. Ещё во время войны ознакомился с искусством иконописи и помогал при создании фресок в церкви в Болехове.
В 1945 году начал учёбу живописи в краковской Академии изящных искусств у профессора Эугениуша Эйбиша. Обучение он закончил лишь в 1961 году, в следующим году стал заведующим кафедрой в Академии. В 1976 году получил звание профессора, остался на своём посту до 1993 года.
В этот период Новосельский писал картины с мирскими сюжетами: женскими персонажами, гимнастками, пловчихами, а также и натюрморты. Влияние иконописи было заметно в отсутствии перспективы и обведении предметов контуром.
Уже в 1950-х годах он занимался стенной живописью в многих католических и грекокатолических храмах. Постепенно он оставил светскую тематику и занялся исключительно иконописью. Начал изучать православное богословие и принял православное вероисповедание.
Новосельский создал церковь Рождества Пресвятой Богородицы в г. Бялы-Бур (Западно-Поморское воеводство).
В Кракове Новосельский создал грекокатолическую часовню святых Бориса и Глеба в здании митрополитальной капитулы на Капитульной улице.
Новосельскому присвоена степень доктора honoris causa Ягеллонского университета в Кракове.
Новосельский участвовал в качестве представителя Польши на Венецианской биеннале 1956 года и Биеннале в Сан-Паулу 1959 года.
Настенные росписи Новосельского находятся среди прочих в католических костёлах в Лурде, Тыхах, православных церквях св. Иоанна Лествичника в Варшаве и в Хайнувке.